# Wólka (gmina)
Pour les articles homonymes, voir Wólka.
Wólka est une gmina rurale (gmina wiejska) du powiat de Lublin, dans la Voïvodie de Lublin, dans l'est de la Pologne.
Elle tire son nom du village de Wólka, qui était son siège administratif (chef-lieu) jusqu'au 30 décembre 1999. Depuis cette date, son siège administratif est le village de Jakubowice Murowane, qui se situe environ 6 km au nord-est de la capitale régionale Lublin (siège du powiat et capitale de la voïvodie). Les bureaux de la gmina sont en réalité situés dans la partie du village qui est administrativement une partie de la ville de Lublin.
La gmina couvre une superficie de 72,65 km2 pour une population de 11 126 habitants en 2014.

## Histoire
De 1975 à 1998, la gmina est attachée administrativement à l'ancienne Voïvodie de Lublin.

Depuis 1999, elle fait partie de la nouvelle voïvodie de Lublin.

## Géographie
La gmina inclut les villages (sołectwa) de :

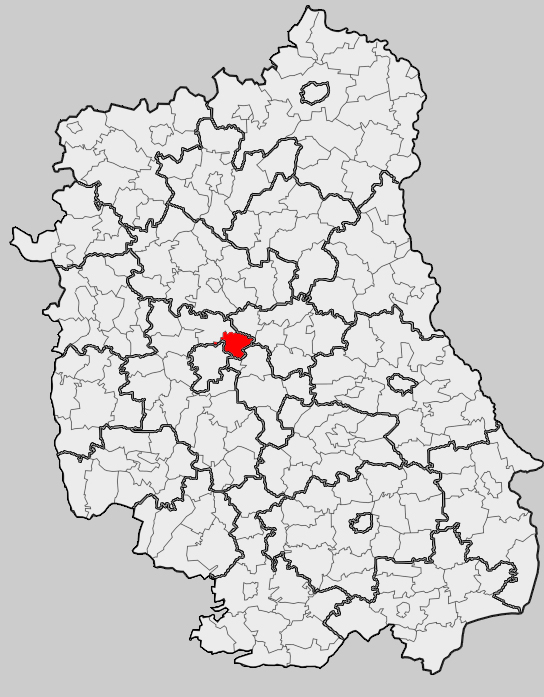
Position de la gmina dans la voïvodie

- Biskupie-Kolonia
- Bystrzyca
- Długie
- Jakubowice Murowane
- Kolonia Pliszczyn
- Kolonia Świdnik Mały
- Łuszczów Drugi
- Łuszczów Pierwszy
- Łysaków
- Pliszczyn
- Rudnik
- Sobianowice
- Świdniczek
- Świdnik Duży
- Świdnik Mały
- Turka
- Wólka

### Gminy voisines
La gmina de Wólka est voisine :

des villes :

- Lublin
- Świdnik

et des gminy :
- Łęczna
- Mełgiew
- Niemce
- Spiczyn.

## Structure du terrain
D'après les données de 2013, la superficie de la commune de Wólka est de 72,65 kilomètres carrés, répartis comme telle :
- terres agricoles : 77 %
- forêts : 14 %

La commune représente 4,33 % de la superficie du powiat.

## Démographie
Données du 31 décembre 2014 :
| Description        | Total  | Total | Femmes | Femmes | Hommes | Hommes |
| ------------------ | ------ | ----- | ------ | ------ | ------ | ------ |
| Unité              | Nombre | %     | Nombre | %      | Nombre | %      |
| Population         | 11 126 | 100   | 5 674  | 51     | 5 452  | 49     |
| Densité (hab./km²) | 153,1  | 153,1 | 78,1   | 78,1   | 75,0   | 75,0   |